# ? (album de Bersuit)
? este al nouălea album al trupei argentiniene de rock Bersuit Vergarabat. A fost înregistrat între iulie și octombrie 2007 și a fost lansat pe 18 decembrie 2007 de Pussyfoot Records.

## Lista pieselor
| Nr. | Titlu                                     | Lungime |  |
| 1.  | „Laten Bolas [Beat Balls]”                | 3:50    |  |
| 2.  | „De Ahí Soy Yo [From There I Am]”         | 5:26    |  |
| 3.  | „Mi Vida [My Life]”                       | 3:03    |  |
| 4.  | „Ebrio De Sinrazón [Drunk With Unreason]” | 4:00    |  |
| 5.  | „Rebelión [Rebellion]”                    | 3:43    |  |
| 6.  | „Humor Linyera [Bum Mood]”                | 3:32    |  |
| 7.  | „Siempre Lo Mismo [Always The Same]”      | 5:11    |  |
| 8.  | „Luna Hermosa [Beautiful Moon]”           | 3:16    |  |
| 9.  | „El Lechero [The Milkman]”                | 4:02    |  |
| 10. | „No Me Paranoiqueen”                      | 4:15    |  |
| 11. | „Ansiando Libertad [Longing For Freedom]” | 4:21    |  |
| 12. | „El Guerrero [The Warrior]”               | 4:55    |  |

## Membri
- Gustavo E. Cordera – voce principală
- Alberto Verenzuela – chitară, voce
- Oscar Humberto Righi – chitară
- Carlos E. Martín – tobe
- Rene Isel Céspedes – bas, voce de fundal
- Daniel Suárez – voce de fundal
- Germán Sbarbatti – voce de fundal
- Juan Subirá – clape

## Poziționare în clasamente

### Liste săptămânale
| Lista (2007)        | Cea mai bună poziție |
| ------------------- | -------------------- |
| Argentina (CAPIF⁠(d) | 1                    |